# Ghamidtherium
Ghamidtherium — вимерлий рід опосумів (Didelphimorphia), що жили в еоцені Єгипту.